# Gamelia kiefferi
Gamelia kiefferi är en fjärilsart som beskrevs av Lemaire 1966. Gamelia kiefferi ingår i släktet Gamelia och familjen påfågelsspinnare. Inga underarter finns listade i Catalogue of Life.